# قائمة اللغات حسب عدد متحدثيها الأصليين
العراق

## الموسوعة الوطنية السويدية
يُظهر الجدول التالي أكبر 100 لغة حسب عدد متحدثيها الأصليين وفق تقديرات نسخة 2007 من الموسوعة الوطنية السويدية. بسبب الاختلاف الواسع في طرق إحصاء التعداد السكاني من دولة إلى أخرى، وعدم قيام بعض الدول بتسجيل اللغة في إحصاءاتهم، لذلك أية قائمة تخص اللغات سواءً عن عدد المتحدثين الأصليين أو عدد المتحدثين الكلي، هو عبارة عن تقديرات. تحديثات تقديرات نسخة 2010 موجودة أيضا.
ملاحظة: اللغات التي يوجد بجانب أعداد متحدثيها علامة نجمة (*) تم تحديثها بأرقام نسخة 2010 من الموسوعة الوطنية السويدية.
| اللغة                   | الاسم الأصلي                                                          | المتحدثون الاصليون (بالملايين) | النسبة من سكان العالم | منطوقة بشكل رئيسي في | ملاحظات |
| ----------------------- | --------------------------------------------------------------------- | ------------------------------ | --------------------- | --- | --- |
| ماندراين                | 官話 / 普通话                                                         | 955*                           | 14٫4%                 | الصين وتايوان وسنغافورة وماليزيا | جزء من أسرة اللغة الصينية |
| الإسبانية               | Español                                                               | 405*                           | 6٫15%                 | الأرجنتين، بوليفيا، تشيلي، كولومبيا، كوستاريكا، كوبا، جمهورية الدومينيكان، إكوادور، السلفادور، غينيا الاستوائية، غواتيمالا، هندوراس، المكسيك، نيكاراغوا، بنما، باراغواي، بيرو، وبورتوريكو واسبانيا والولايات المتحدة الأمريكية، أوروغواي، فنزويلا، والصحراء الغربية. انظر قائمة دول ناطقة بالإسبانية كلغة رسمية. | مفهومة جزئيا بصورة متبادلة مع البرتغالية والإيطالية. |
| الإنجليزية              | English                                                               | 360*                           | 5٫43%                 | المملكة المتحدة والولايات المتحدة وكندا واستراليا وايرلندا ونيوزيلندا. انطر قائمة الدول حيث الإنجليزية هي لغة رسمية. | |
| الهندية                 | हिन्दी                                                                   | 310*                           | 4٫70%                 | الهند ونيبال وفيجي. | جزء من أسرة اللغات الهندية. تشمل تقريبا 100 مليون ناطق بلهجات هندية أخرى غير محصاة أدناه. مفهومة بصورة متبادلة مع الأردية. إحدى اللغات الرسمية والمقررة في الهند. |
| العربية                 | العربيَّة                                                               | 295*                           | 4٫43%                 | جامعة الدول العربية وإرتريا وتشاد. انظر قائمة دول تعتبر العربية لغة رسمية. | العربية أيضا هي اللغة الدينية لـ 1.9 مليار مسلم. تحتوي اللغة العربية على العديد من اللهجات المختلفة. انظر لهجات عربية، ولهجات دول المشرق العربي مفهومة بشكل كبير فيما بينها بينما لهجات دول المغرب العربي مفهومة بشكل جزئي في دول المشرق اما الفصحى مفهومة وواضحة لدى الجميع في العالم العربي. |
| البرتغالية              | Português                                                             | 215*                           | 3٫27%                 | البرتغال والبرازيل وأنغولا والرأس الأخضر وموزمبيق وساو تومي وبرينسيبي، وغينيا بيساو، وتيمور الشرقية، وماكاو. انظر قائمة دول تعتبر البرتغالية لغة رسمية. | مفهومة جزئيا بصورة متبادلة مع الإسبانية ومفهومة بشكل كبير وبصورة متبادلة مع اللغة الغاليسية. |
| البنغالية               | বাংলা                                                                    | 205*                           | 3٫11%                 | بنغلاديش، الهند (بنغال الغربية، ترايبورا، آسام، جزر أندمان ونيكوبار ، جهارخاند (ثانوية))، سيراليون(لغة رسمية فخرية)، كراتشي وباكستان (كلغة ثانوية معترف بها) | إحدى اللغات الرسمية والمقررة في الهند. |
| الروسية                 | Русский                                                               | 155*                           | 2٫33%                 | روسيا واوكرانيا واتحاد الدول المستقلة. انظر قائمة دول تعتبر الروسية لغة رسمية. | مفهومة جزئيا بصورة متبادلة مع الأوكرانية والبيلاروسية. |
| اليابانية               | 日本語                                                                | 125*                           | 1٫90%                 | اليابان | |
| البنجابية               | ਪੰਜਾਬੀ پنجابی                                                            | 102*                           | 1٫44%                 | الهند وباكستان (البنجاب) | إحدى اللغات الرسمية والمقررة في الهند. |
| الألمانية               | Deutsch                                                               | 89*                            | 1٫39%                 | ألمانيا، النمسا، بلجيكا (يوبن-مالميدي)، لوكسمبورغ وليختنشتاين وسويسرا وإيطاليا (مقاطعة بولسانو). | تحتوي على مجموعة واسعة من اللهجات، حيث العديد من اللهجات ليست مفهومة بشكل متبادل مع اللغة القياسية. |
| الجاوية                 | Basa Jawa                                                             | 82                             | 1٫25%                 | اندونيسيا (جاوا) | تعد الجاوية أكبر لغة غير رسمية في أي منطقة (لذلك فهي أكبر لغة أقليات في العالم)، على الرغم من إنها تستخدم في جميع أنحاء جنوب شرق آسيا وسورينام. من ناحية المتحدثين الأصليين، فأن الجاوية أكثر انتشارا من اللغة الرسمية والوحيدة في اندونيسيا، اللغة الإندونيسية.                               |
| وو                      | 吳語 / 吴语                                                           | 80                             | 1٫20%                 | الصين (تشيجيانغ، شانغهاي، جنوب جيانغسو) | جزء من أسرة اللغة الصينية |
| الملايوية / الاندونيسية | Bahasa Melayu بهاس ملايو Bahasa Malaysia بهاس مليسيا Bahasa Indonesia | 77                             | 1٫16%                 | اندونيسيا، ماليزيا، بروناي، سنغافورة | معظم الاندونيسيين يجيدون اللغة الاندونيسية بطلاقة بالإضافة إلى لهجتهم المحلية، لذلك رَفعت بعض التقديرات العدد من 77 إلى 268 مليون مُتحدث أصلي. |
| التيلوغوية              | తెలుగు                                                                   | 76                             | 1٫15%                 | الهند (أندرا برديش، تيلانجانا، تاميل نادو، كارناتاكا، بودوتشيري) | إحدى اللغات الرسمية والمقررة في الهند. |
| الفيتنامية              | Tiếng Việt                                                            | 76                             | 1٫14%                 | فيتنام | |
| الكورية                 | 한국어 조선말                                                         | 76                             | 1٫14%                 | كوريا الشمالية وكوريا الجنوبية | |
| الفرنسية                | Français                                                              | 74                             | 1٫12%                 | فرنسا والأقاليم التابعة لها، كندا، بلجيكا، سويسرا، هايتي، لوكسمبورغ، جمهورية أفريقيا الوسطى ودول اخرى ذات عضوية في المنظمة الدولية للفرنكوفونية. | |
| الكردية                 | كوردی                                                                 | 73                             | 1.10%                 | "كردستان" (تركيا، إيران، العراق، سوريا) | |
| المراثية                | मराठी                                                                   | 73                             | 1٫10%                 | الهند (ماهاراشترا، غوا، أندرا برديش، كارناتاكا، ماديا براديش، غوجارات) | إحدى اللغات الرسمية والمقررة في الهند. |
| التاميلية               | தமிழ்                                                                   | 70                             | 1٫06%                 | الهند (تاميل نادو، كارناتاكا، بودوتشيري)، سيريلانكا، سنغافورة، ماليزيا، موريشيوس | إحدى اللغات الرسمية والمقررة في الهند. |
| الأردية                 | اُردُو                                                                  | 66                             | 0.99%                 | الهند وباكستان | مفهومة بصورة متبادلة مع الهندية، وإحدى اللغات الرسمية والمقررة في الهند. لغة رسمية وقومية في باكستان أيضاً. |
| الفارسية                | فارسی                                                                 | 65                             | 0٫99%                 | إيران وأفغانستان وطاجيكستان | |
| التركية                 | Türkçe                                                                | 63                             | 0٫95%                 | تركيا وقبرص والعراق | جزء من اللغات الاتراكية. مفهومة جزئيا بصورة متبادلة مع الأذرية ولغة تتار القرم والغاغاوزية. |
| الإيطالية               | Italiano                                                              | 59                             | 0٫90%                 | إيطاليا وسويسرا وسان مارينو | |
| الكانتونية              | 粵語 / 粤语                                                           | 59                             | 0٫89%                 | بر الصين الرئيسي (غوانغدونغ (كانتون) وجنوب غوانغشي)، هونغ كونغ، ماكاو، سنغافورة، ماليزيا، وبروناي | جزء من أسرة اللغة الصينية |
| التايلندية              | ภาษาไทย                                                               | 56                             | 0٫85%                 | تايلاند | |
| الغواجاراتية            | ગુજરાતી                                                                  | 49                             | 0٫74%                 | الهند (غوجارات ودمن وديو، ودادرا وناغار هافيلي) | إحدى اللغات الرسمية والمقررة في الهند. |
| جين                     | 晉語 / 晋语                                                           | 48                             | 0٫72%                 | الصين (شانشي، أجزاء من منغوليا الداخلية، خبي، خنان، شنشي) | جزء من أسرة اللغة الصينية |
| مين نان                 | 閩南語 / 闽南语                                                       | 47                             | 0٫71%                 | بر الصين الرئيسي (فوجيان، غوانغدونغ، هاينان)، تايوان، سنغافورة وماليزيا وبروناي | جزء من أسرة اللغة الصينية |
| البولندية               | Polski                                                                | 40                             | 0٫61%                 | بولندا | |
| البشتوية                | پښتو                                                                  | 39                             | 0٫58%                 | أفغانستان وباكستان | |
| الكنادية                | ಕನ್ನಡ                                                                  | 38                             | 0٫58%                 | الهند (كارناتاكا وتاميل نادو وأندرا برديش وماهاراشترا) | إحدى اللغات الرسمية والمقررة في الهند. |
| الشيانغ                 | 湘語 / 湘语                                                           | 38                             | 0٫58%                 | الصين (هونان) | جزء من أسرة اللغة الصينية |
| الماليالامية            | മലയാളം                                                                  | 38                             | 0٫57%                 | الهند (كيرلا، لكشديب، ماهي) | إحدى اللغات الرسمية والمقررة في الهند. |
| السوندية                |                                                                       | 38                             | 0٫57%                 | اندونيسيا (جاوة) | السوندية هي ثاني أكبر لغة غير رسمية في أي منطقة (بعد الجاوية). من دون احتساب اللهجات الصينية (مثل وو ومين نان وجين والشيانغ). |
| الهوسية                 | هَرْشَن هَوْسَ                                                              | 34                             | 0٫52%                 | نيجيريا | |
| الأوريا                 | ଓଡ଼ିଆ                                                                   | 33                             | 0٫50%                 | الهند (أوديشا) | إحدى اللغات الرسمية والمقررة في الهند. |
| البورمية                | မြန်မာစာ                                                                  | 33                             | 0٫50%                 | بورما | |
| الهاكا                  | 客家話 / 客家话                                                       | 31                             | 0٫46%                 | جنوب الصين | جزء من أسرة اللغة الصينية |
| الأوكرانية              | українська мова                                                       | 30                             | 0٫46%                 | اوكرانيا | مفهومة جزئيا بصورة متبادلة مع الروسية والبيلاروسية. |
| البوجبورية              | भोजपुरी                                                                  | 29                             | 0٫43%                 | الهند (بيهار) | .جزء من اللغة البهارية. هذا ليس سوى جزء صغير من المتحدثين. يتم حساب الآخرين تحت الهندية أعلاه |
| التاغالونية             | Wikang Tagalog                                                        | 28                             | 0٫42%                 | الفلبين | |
| اليوربا                 | Èdè Yorùbá                                                            | 28                             | 0٫42%                 | نيجيريا، بنين، توغو | |
| المايثيلية              | मैथिली، মৈথিলী                                                              | 27                             | 0٫41%                 | الهند (بيهار) ونيبال | .جزء من اللغة البهارية. هذا ليس سوى جزء صغير من المتحدثين. يتم حساب الآخرين تحت الهندية أعلاه. إحدى اللغات الرسمية والمقررة في الهند. |
| السواحيلية              | ''Kiswahuli كِسْوَاحِيلِي                                                  | 26                             | 0٫39%                 | كينيا وتنزانيا وأوغندا | |
| الأوزبكية               | Oʻzbek Ўзбек اوزبیک                                                   | 26                             | 0٫39%                 | أوزبكستان | |
| السندية                 | سنڌي · सिन्धी ·                                                          | 26                             | 0٫39%                 | الهند، باكستان (السند) | إحدى اللغات الرسمية والمقررة في الهند. السندية هي اللغة الرسمية للاقليم السند الباكستاني. |
| الأمهرية                | አማርኛ                                                                  | 25                             | 0٫37%                 | أثيوبيا | |
| الفولانية               | Fulfulde                                                              | 24                             | 0٫37%                 | غرب ووسط أفريقيا، من السنغال إلى السودان | |
| الرومانية               | Română                                                                | 24                             | 0٫37%                 | رومانيا ومولدوفا | |
| الأورومو                | Afaan Oromo                                                           | 24                             | 0٫36%                 | إثيوبيا وكينيا | |
| الإيجبو                 | Asụsụ Igbo                                                            | 24                             | 0٫36%                 | نيجيريا | |
| الأذرية                 | Azərbaycan                                                            | 23                             | 0٫34%                 | أذربيجان وإيران | مفهومة جزئيا بصورة متبادلة مع التركية. |
| Awadhi                  | अवधी                                                                   | 22                             | 0٫33%                 | الهند (أتر برديش) | جزء من أسرة اللغات الهندية. هذا ليس سوى جزء صغير من المتحدثين. يتم حساب الآخرين تحت الهندية أعلاه. |
| كن                      | 贛語 / 赣语                                                           | 22                             | 0٫33%                 | الصين (جيانغشي) | جزء من أسرة اللغة الصينية |
| السيبوانية              | Binisaya                                                              | 21                             | 0٫32%                 | الفلبين (الوسطى والجنوبية) | |
| الهولندية               | Nederlands                                                            | 21                             | 0٫32%                 | هولندا، جزر الكاريبي الهولندية، بلجيكا (فلاندرز، بروكسل)، سورينام | |
| صربو كرواتية            | Srpskohrvatski hrvatskosrpski српскохрватски хрватскосрпски           | 19                             | 0٫28%                 | صربيا، كرواتيا، البوسنة والجبل الأسود ومقدونيا وكوسوفو | |
| الملغاشية               | Malagasy                                                              | 18                             | 0٫28%                 | مدغشقر | |
| السرائيكية              | سرائیکی                                                               | 17                             | 0٫26%                 | باكستان (السند) والبنجاب وبلوشستان | |
| النيبالية               | नेपाली                                                                   | 17                             | 0٫25%                 | نيبال، الهند (سيكيم، دارجيلنغ، آسام)، بوتان، ميانمار | إحدى اللغات الرسمية والمقررة في الهند. |
| السنهالية               | සිංහල                                                                   | 16                             | 0٫25%                 | سيريلانكا | |
| Chittagonian            | টগাঁইয়া বুলি                                                               | 16                             | 0٫24%                 | بنغلاديش (شيتاغونغ) | |
| الخميرية                | ភាសាខ្មែរ                                                                 | 16                             | 0٫24%                 | كمبودي | |
| الآسامية                | অসমীয়া                                                                  | 15                             | 0٫23%                 | الهند (آسام) | إحدى اللغات الرسمية والمقررة في الهند. |
| المادريزية              | Madhura                                                               | 15                             | 0٫23%                 | اندونيسيا (مادورا، وجاوة) | |
| الصومالية               | Af-Soomaali اَف صومالي                                                 | 15                             | 0٫22%                 | الصومال وإثيوبيا وكينيا وجيبوتي | |
| الماروارية              | मारवाड़ी                                                                  | 14                             | 0٫21%                 | الهند وباكستان (راجستان) ونيبال | هذا ليس سوى جزء صغير من المتحدثين. يتم حساب الآخرين تحت الهندية أعلاه. |
| Magahi                  | मगही                                                                   | 14                             | 0٫21%                 | الهند (بيهار) | جزء من اللغة البهارية |
| Haryanvi                | हरियाणवी                                                                 | 14                             | 0٫21%                 | الهند (هاريانا) | جزء من أسرة اللغات الهندية |
| المجرية                 | Magyar                                                                | 13                             | 0٫19%                 | المجر | |
| التشهاتيسجارية          | छत्तीसगढ़ी                                                                | 12                             | 0٫19%                 | الهند (تشاتيسغار) | جزء من أسرة اللغات الهندية. هذا ليس سوى جزء صغير من المتحدثين. يتم حساب الآخرين تحت الهندية أعلاه. |
| اليونانية               | ελληνικά                                                              | 12                             | 0٫18%                 | اليونان وقبرص | |
| الشيشيوا                | Nyanja                                                                | 12                             | 0٫17%                 | ملاوي وموزمبيق وزامبيا وزيمبابوي | |
| Deccan                  | دکنی                                                                  | 11                             | 0٫17%                 | الهند (الدكن) | جزء من الأردية |
| الأكانية                | Twi Fante                                                             | 11                             | 0٫17%                 | غانا وساحل العاج | |
| القازاقية               | Qazaqşa Қазақша قازاق ٴتىلى;                                          | 11                             | 0٫17%                 | كازاخستان | |
| Min Bei                 | 閩北語 / 闽北语                                                       | 10.9                           | 0٫16%                 | الصين (فوجيان) | جزء من أسرة اللغة الصينية |
| Sylheti                 | ছিলটী                                                                   | 10.7                           | 0٫16%                 | بنغلاديش والهند | |
| الزولوية                | isiZulu                                                               | 10.4                           | 0٫16%                 | جنوب أفريقيا | |
| التشيكية                | Čeština                                                               | 10.0                           | 0٫15%                 | الجمهورية التشيكية | |
| كريولية هايتية          | Ikinyarwanda                                                          | 9.8                            | 0٫15%                 | روانداو هايتي | جزء من الرواندا رندي |
| Dhundhari               |                                                                       | 9.6                            | 0٫15%                 | الهند (راجستان) | |
| Haitian Creole          | Kreyòl Ayisyen                                                        | 9.6                            | 0٫15%                 | هايتي | |
| Min Dong                | 閩東語 / 闽东语                                                       | 9.5                            | 0٫14%                 | الصين (فوجيان) | جزء من أسرة اللغة الصينية |
| Ilokano                 |                                                                       | 9.1                            | 0٫14%                 | الفلبين (لوزون) | |
| الكتشوا                 |                                                                       | 8.9                            | 0٫13%                 | البيرو وبوليفيا | أسرة لغات، وليست لغة |
| Kirundi                 |                                                                       | 8.8                            | 0٫13%                 | بوروندي وأوغندا | جزء من الرواندا رندي |
| السويدية                |                                                                       | 8.7                            | 0٫13%                 | السويد وفنلندا | |
| الهمونغية               |                                                                       | 8.4                            | 0٫13%                 | لاوس | أسرة لغات، وليست لغة |
| الشونا                  |                                                                       | 8.3                            | 0٫13%                 | زيمبابوي | |
| الأويغورية              | ئۇيغۇرچە                                                              | 8.2                            | 0٫12%                 | الصين (سنجان) | |
| الهيليجينون             |                                                                       | 8.2                            | 0٫12%                 | الفلبين (فيساياس الغربية) | |
| Mossi                   |                                                                       | 7.6                            | 0٫11%                 | بوركينا فاسو | |
| الخوسية                 |                                                                       | 7.6                            | 0٫11%                 | جنوب أفريقيا | |
| البيلاروسية             | беларусы                                                              | 7.6                            | 0٫11%                 | بيلاروسيا | فقط نصف متحدثيها يستخدمونها كلغتهم الام. مفهومة جزئيا بصورة متبادلة مع الروسية والأوكرانية. |
| البلوشية                | بلوچی                                                                 | 7.6                            | 0٫11%                 | إيران وباكستان (اقليم بلوشستان) | |
| الكونكانية              | कोंकणी ಕೊಂಕಣಿ                                                               | 7.4                            | 0٫11%                 | الهند (غوا وكارناتاكا وماهاراشترا) | إحدى اللغات الرسمية والمقررة في الهند. |